# Platyoides mailaka
Platyoides mailaka is een spinnensoort uit de familie Trochanteriidae. De soort komt voor in Madagaskar.